# Aérodrome de Haren
 (août 2025).
- Si vous ne connaissez pas le sujet, laissez ce bandeau (vous pouvez alors contacter les auteurs).
- Si vous supprimez le contenu mis en cause (vous pouvez préalablement contacter les auteurs),

argumentez précisément cette suppression dans la page de discussion
(un manque de référence n'est pas un argument ; une recherche réelle de référence doit avoir été effectuée, être formellement documentée).
 (août 2025).
L'aérodrome de Haren (parfois également surnommé aérodrome d'Evere)  était un aérodrome belge situé à Haren, au nord-est de la ville de Bruxelles, dans la Région de Bruxelles-Capitale.
Il n'est plus en activité aujourd’hui, le site étant occupé par diverses entreprises et administrations, notamment le siège  de l'OTAN ou celui d'Eurocontrol.
C'est de cet aérodrome que s'élancèrent les premiers avions de la Sabena, compagnie aérienne porte-drapeau de la Belgique, crée le 23 mai 1923.

## Historique

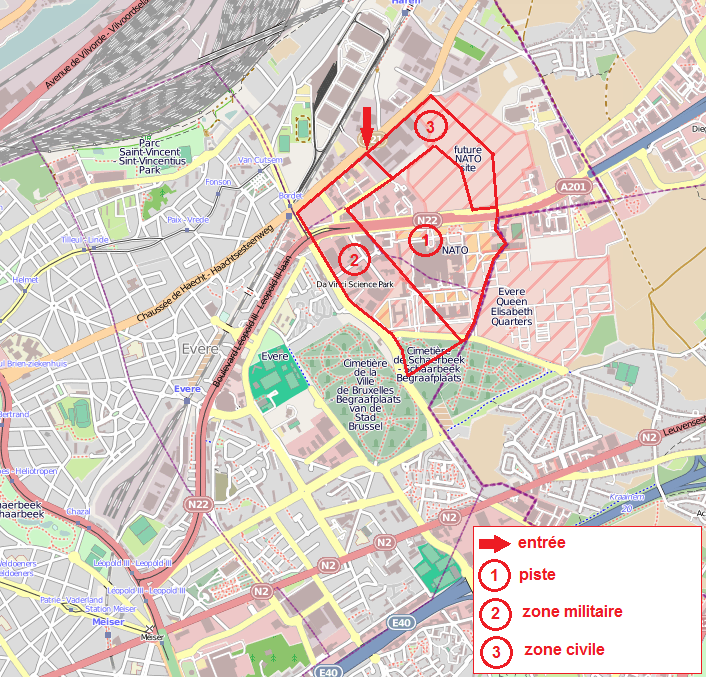
Localisation de l'ancien aérodrome d'Haren-Evere, aujourd'hui remplacé par le nouveau siège de l'OTAN, le long du boulevard Léopold III.

### Création
Le premier terrain d'aviation à cet endroit fut créé par les Allemands en 1914-1915 pendant la Première Guerre mondiale afin d'y abriter leurs dirigeables (Zeppelin) qui devaient bombarder Londres ou Paris, puis il servit de plaine d'aviation.
Le terrain fut récupéré par l'armée belge et divers essais aéronautiques y débutèrent. Ainsi fut créée la SNETA, puis la SABCA qui y a toujours son siège. 
En 1921, la ville de Bruxelles annexa la commune de Haren (avec celles de Laeken et de Neder-over-Heembeek). 
En 1923 la Belgique se dota d'une compagnie aérienne nationale: la Sabena. Celle-ci débuta ses opérations depuis l'aérodrome de Haren qui deviendra ainsi le premier aéroport de Bruxelles et fut parfois mentionné comme l'aérodrome d'Evere, nom de la Commune voisine.
En 1930 fut créée la Sabepa (Société Anonyme Belge d'Exploitation de la Photographie Aérienne), dont le but était de cartographier les territoires belges. L'avion utilisé pour ce travail était un bimoteur Handley-Page basé à Haren. Quant au siège et laboratoires de la SABEPA, ils étaient établis à Schaerbeek.
En 1940, lors de la Seconde Guerre mondiale, les Allemands créèrent un nouvel aérodrome quelques kilomètres plus loin sur le plateau de Melsbroek (près de Zaventem), les deux aérodromes se complétèrent pendant la guerre et Haren fut même renforcé. Les installations de la SABCA furent aussi réquisitionnées.   

### L'après-guerre

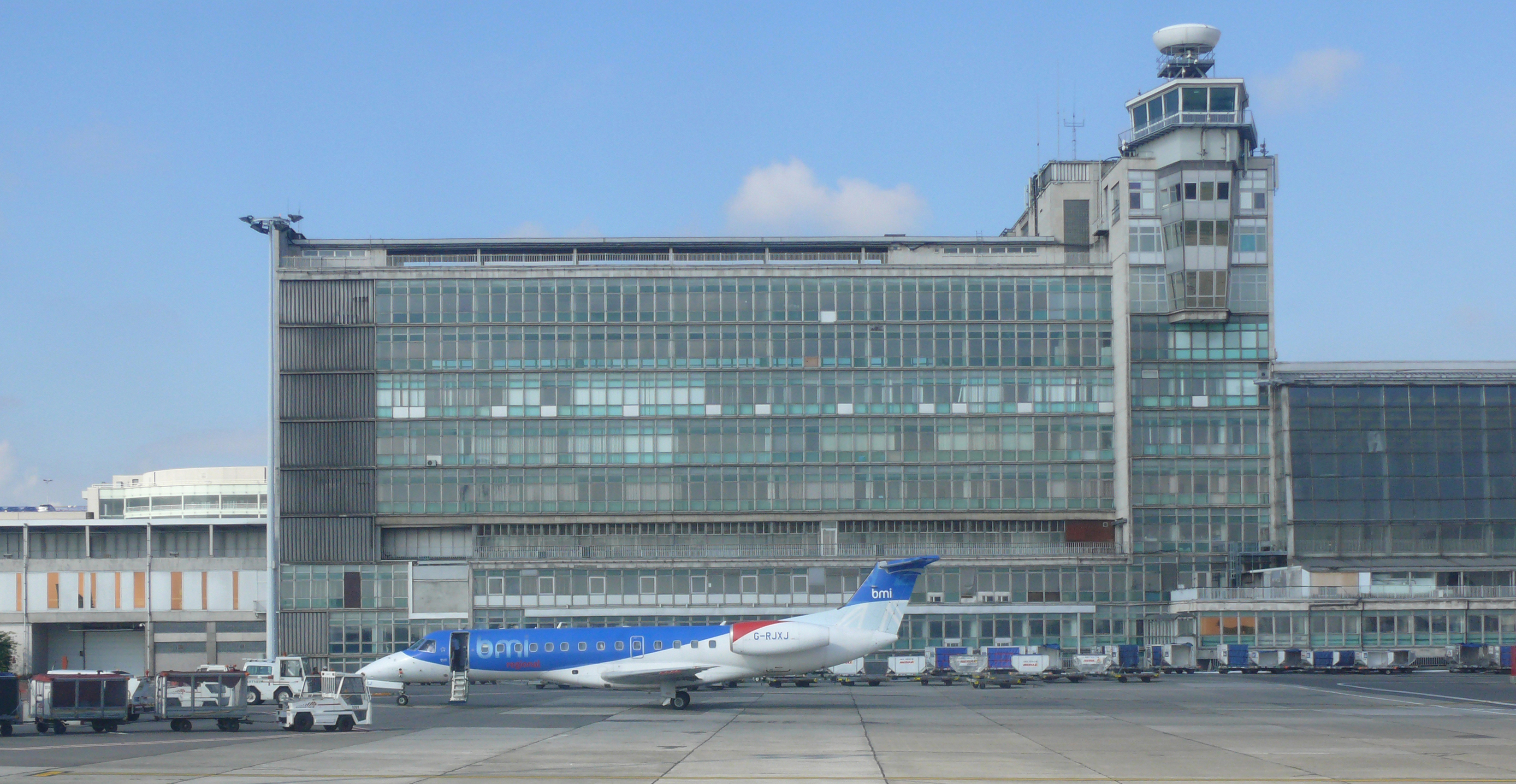
Profitant de l'exposition universelle de 1958, Bruxelles se dota d'un nouvel aéroport civil (l'aéroport de Bruxelles-National), jouxtant la base aérienne de Melsbroek, qui remplaça l'aérodrome d'Haren, devenu trop petit pour les avions modernes.

Les deux aérodromes furent récupérés par les alliés, mais celui de Haren était devenu trop exigu, et les plus gros avions préférèrent alors la base aérienne de Melsbroek. Une route, créée à travers champs par les Allemands, permettait aux avions de se déplacer au sol entre les deux aérodromes. En 1949, le reste des activités civiles et militaires de Haren se déplacent définitivement à Melsbroek car la piste de Haren était trop courte pour les avions modernes. Pour l'exposition universelle de 1958, une nouvelle aérogare fut construite de l'autre côté des pistes de Melsbroek, dans la commune de Zaventem et devint le terminal de l'aéroport de Bruxelles-National, qui se chargeait dès lors des activités aériennes civiles.  
C'est l'état-major de la force aérienne belge qui reprit le contrôle du nord du site d'Haren en créant le Quartier Roi Albert I autour de l'ancienne aérogare. Les anciennes casernes au coin de la chaussée de Haecht et le long de l'avenue Bordet sont détruites pour laisser la place au Da Vinci Research Park. Au sud du site, l'armée belge construit son quartier général, le Quartier Reine Elisabeth dont l'entrée est située dans la commune d'Evere.

### Destruction
Lors du déménagement du siège de l'OTAN de Paris à Bruxelles entre 1966 et 1967, la partie centrale de l'ancien aérodrome fut choisie pour construire le siège provisoire de l'Organisation, mais les constructions provisoires de Haren devinrent définitives, en attendant un nouveau siège définitif. Un projet existait d'installer ce dernier sur le plateau du Heysel, mais il ne fut jamais réalisé. C'est en effet un autre site qui fut retenu dans les années 2000, le nord de l'ancien aérodrome, juste en face du siège provisoire, de l'autre côté du boulevard Léopold III. Pour ce faire, l'ancienne aérogare, premier terminal d'aviation civile belge, ainsi que l'Avia-Palace voisin et des hangars, furent détruits. La Belgique était alors l'un des derniers pays à disposer de la première aérogare ayant vu débuter son aviation civile.

## Installations

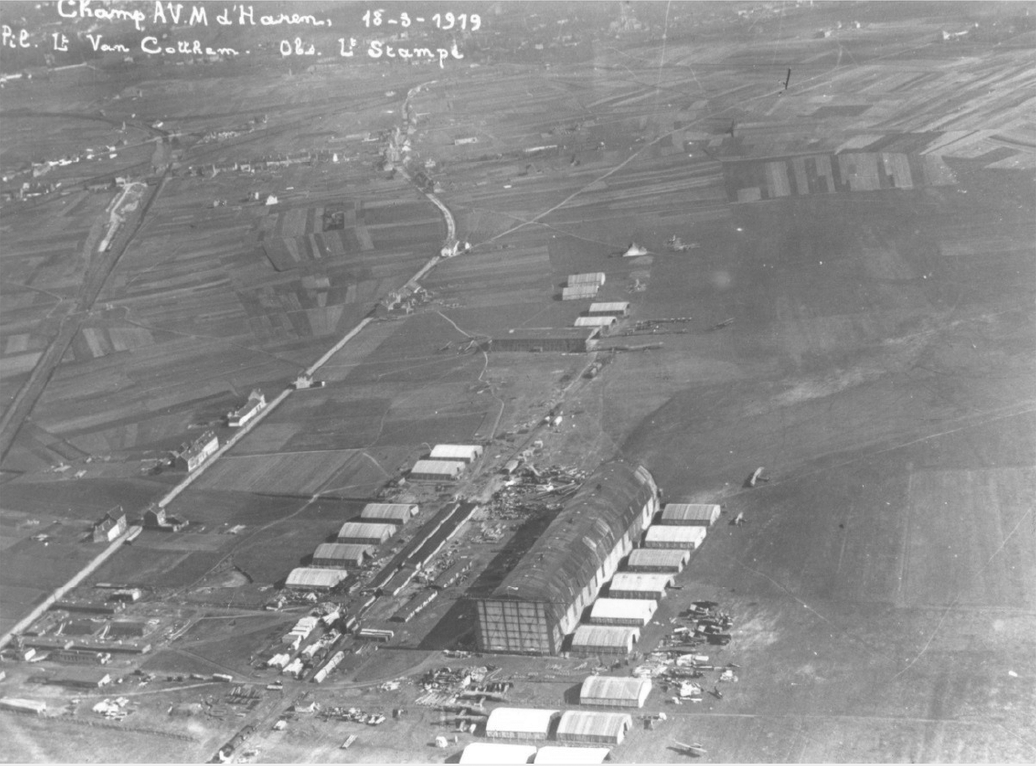
Vue du ciel des installations en 1919.

L'aérodrome d'Haren disposait d'installations tant civiles que militaires, dont le premier aérogare d'aviation civile pour la Sabena.

## Reconversion

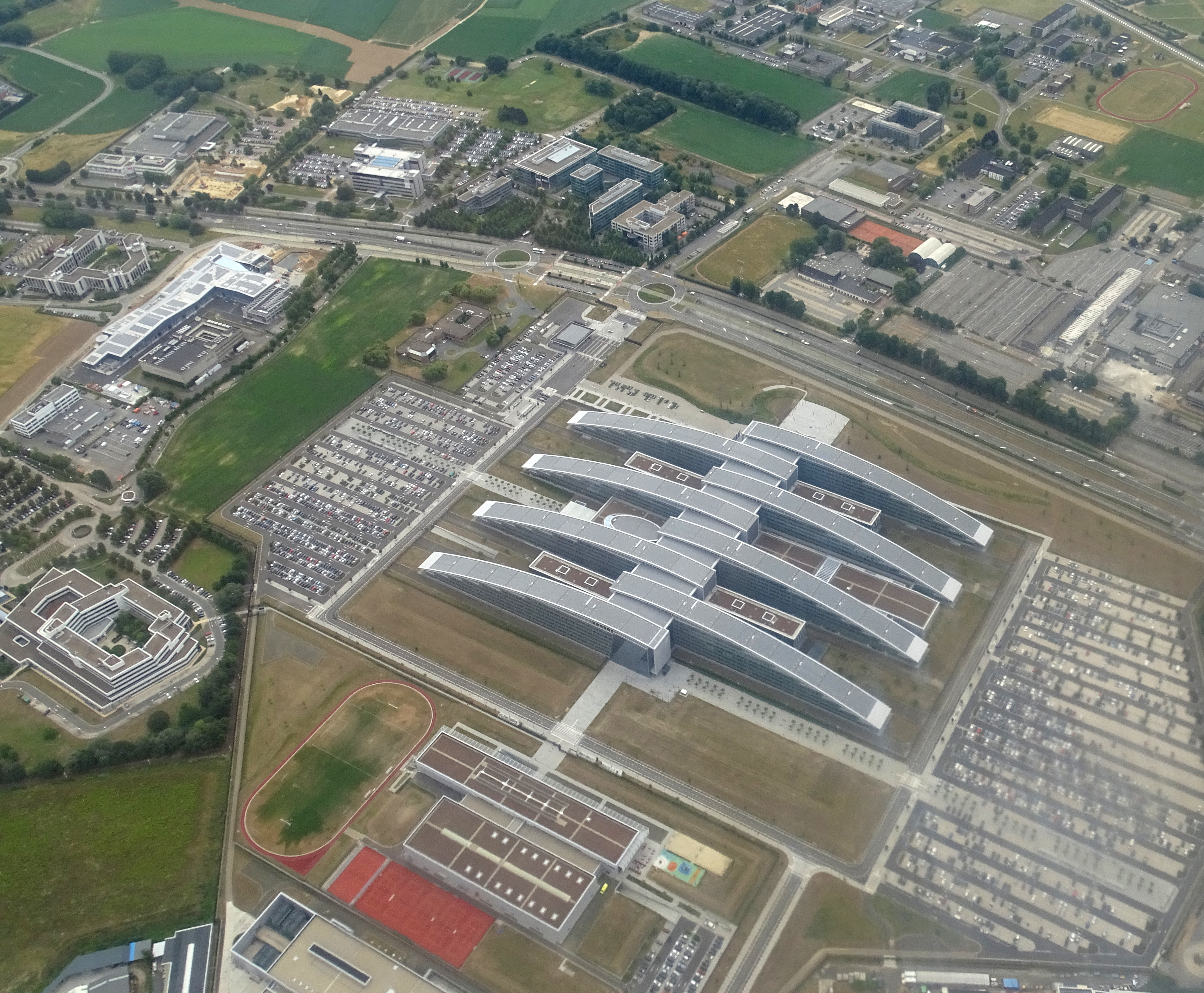
Le site est actuellement occupé par plusieurs administrations ou entreprises, dont le nouveau siège de l'OTAN.

Le site de l'ancien aérodrome est actuellement occupé par diverses entreprises et administrations, parmi elles :
- La SABCA
- Eurocontrol
- Le siège  de l'OTAN
- Le Da Vinci Research Park
- Le Parc Léopold III
- Le Quartier Reine Élisabeth